# Calci
|  | Aquest article tracta sobre l'element químic. Vegeu-ne altres significats a «Calci (Itàlia)». |

El calci és l'element químic de símbol Ca i nombre atòmic 20. Igual que els altres metalls alcalinoterris, és un metall reactiu que forma una capa d'òxid-nitrur de color fosc en ser exposat a l'aire. Les seves propietats físiques i químiques són similars a les dels seus homòlegs més pesants, l'estronci i el bari. Es tracta del cinquè element més abundant a l'escorça terrestre i el tercer metall més abundant, després del ferro i l'alumini. El compost de calci més comú a la Terra és el carbonat de calci, que es pot trobar en la pedra calcària i les restes fòssils d'organismes marins primitius. Entre les altres fonts de calci hi ha el guix, l'anhidrita, la fluorita i l'apatita. El seu nom deriva de calx, el nom llatí de la calç, que s'obtenia escalfant la pedra calcària.
Malgrat que a l'edat antiga ja es coneixien diversos compostos de calci, les seves propietats químiques no es posaren en clar fins al segle xvii. El 1808, Humphry Davy obtingué calci pur mitjançant l'electròlisi del seu òxid i batejà l'element. Els compostos de calci tenen un ús molt ampli en nombroses indústries: com a suplement de calci en el sector alimentari i farmacèutic, com a agent de blanqueig en la indústria paperera, com a component del ciment i els aïlladors elèctrics i en la fabricació de sabó. En canvi, l'alta reactivitat del metall pur fa que no tingui gaire aplicacions; en quantitats petites, és emprat habitualment com a component d'aliatges en la siderúrgia i ocasionalment en aliatges de calci i plom per a la fabricació de bateries per a automòbils.
És un element essencial per a la vida. Es calcula que entre un 1,5% i un 2% del pes d'una persona és calci, del qual el 99% es troba en els ossos i la resta en teixits i líquids corporals intervenint en el metabolisme cel·lular.
En la parla vulgar s'utilitza la veu calci per a referir-se a les seves sals (v.g., 'aquesta aigua té molt calci; en les canonades es diposita molt calci, etc.)

## Història
El calci va ser descobert el 1808 per Humphry Davy per mitjà d'electròlisi d'una amalgama de mercuri i calç. Davy va mesclar calç humitejada amb òxid de mercuri (HgO) que va col·locar sobre una làmina de platí, l'ànode, i va submergir una part de mercuri en l'interior de la pasta que faria de càtode; per electròlisi va obtenir una amalgama que destil·lada va deixar un residu sòlid molt oxidable, encara que ni tan sols el mateix Davy estava molt segur d'haver obtingut calci pur; amb posterioritat Bunsen el 1854 i Matthiessen el 1856 van obtenir el metall per electròlisi del clorur de calci (CaCl₂), i Henri Moissan va obtenir calci amb una puresa del 99% per electròlisi del iodur de calci (CaI₂). No obstant això, fins a principis del segle xx el calci només s'obtenia en laboratori.

## Abundància i obtenció

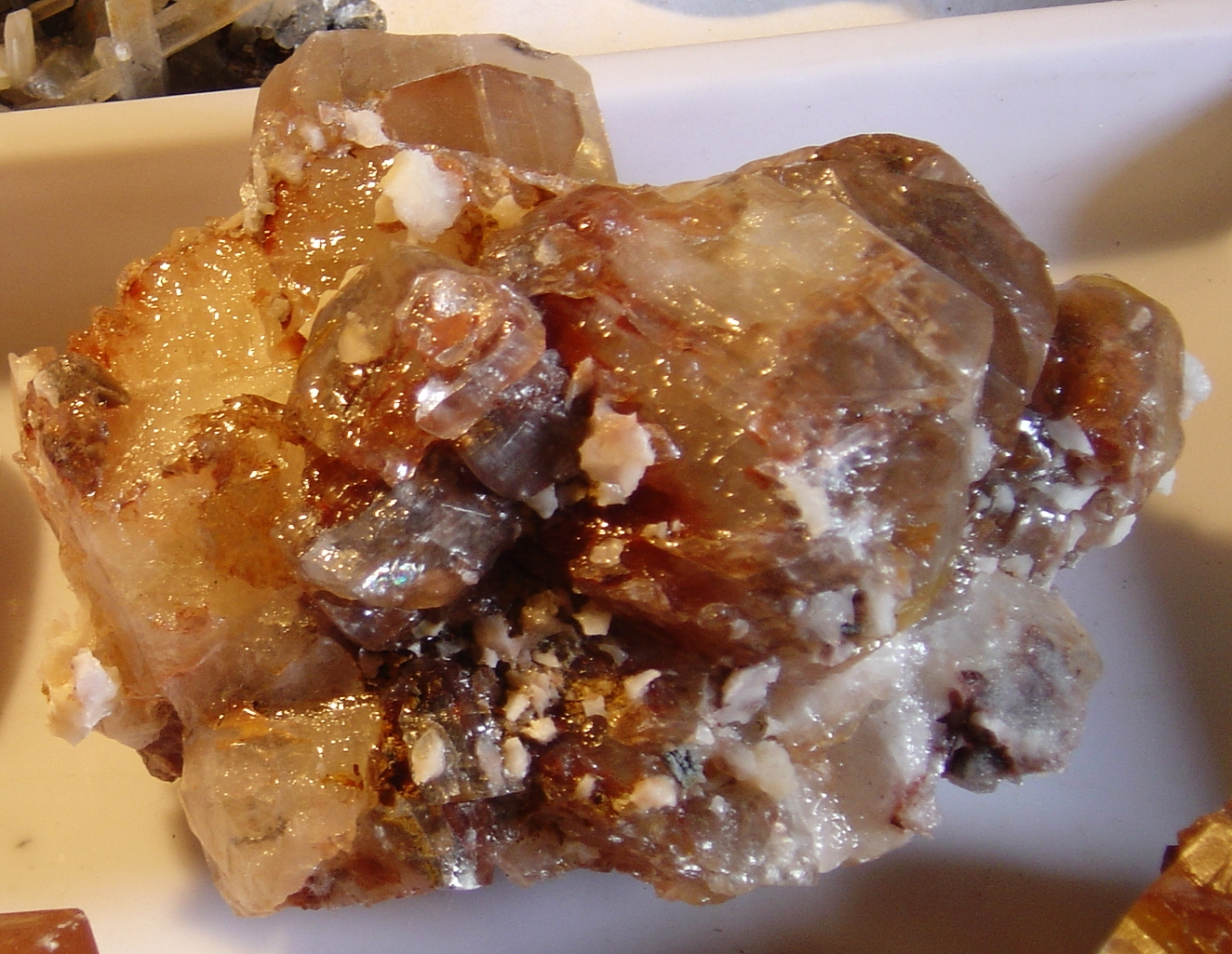
Hematites calcita

És el cinquè element en abundància en l'escorça terrestre (3,6% en pes) però no es troba en estat nadiu sinó formant compostos amb gran interès industrial com el carbonat (calcita, marbre, calcària i dolomita) i el sulfat (algeps, alabastre) a partir dels quals s'obtenen la calç viva, l'escaiola, el ciment, etc.; altres minerals que el contenen són fluorita (fluorur), apatita (fosfat) i granit (silicat).

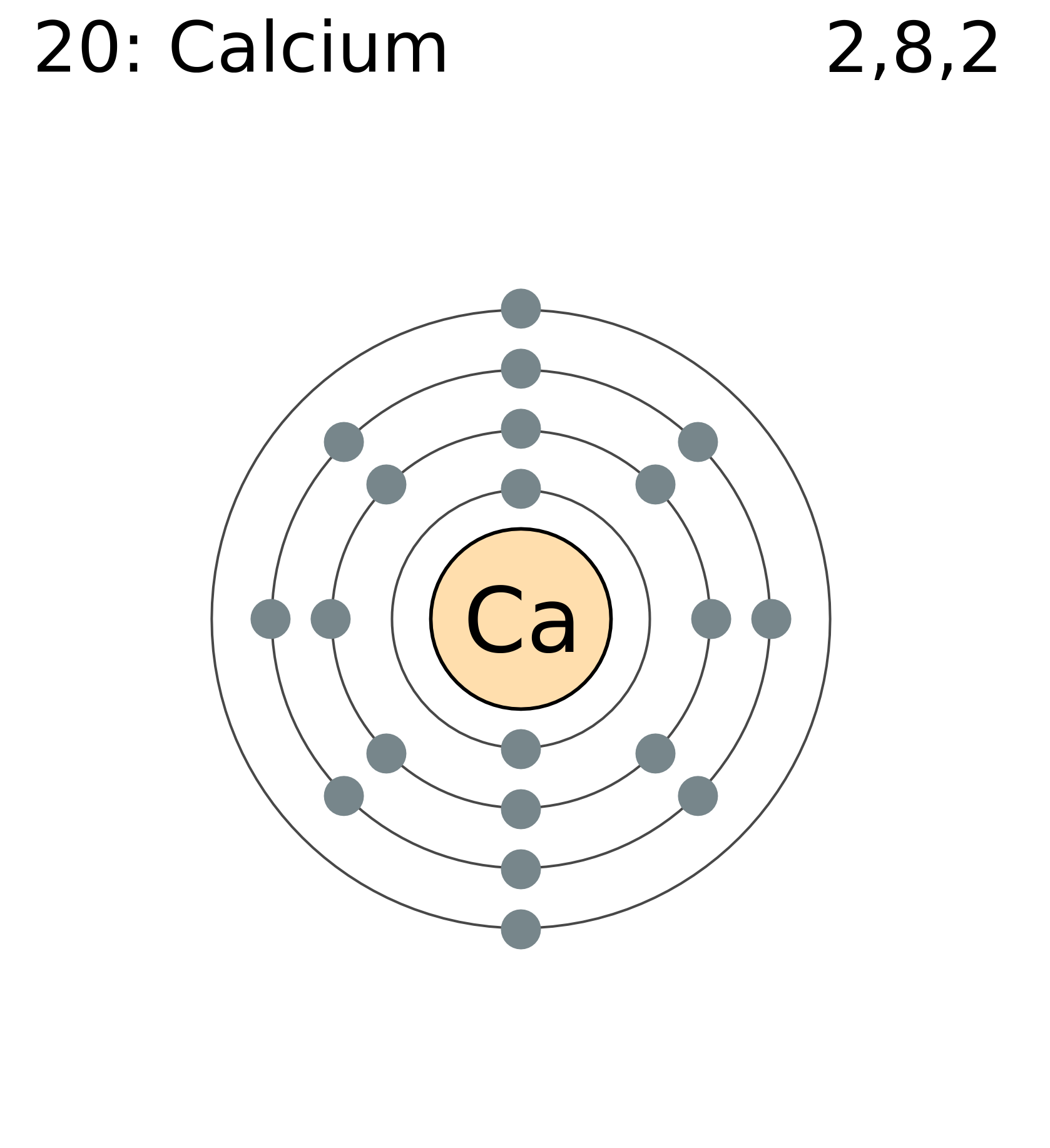
Detall de l'organització electrònica de l'àtom

El metall s'aïlla per electròlisi del clorur de calci (subproducte del procés Solvay) fos:
- Càtode: Ca2+ + 2 e- → Ca
- Ànode: Cl- → ½ Cl2 (gas) + e-

## Característiques principals
El calci és un metall alcalinoterri bla, mal·leable i dúctil que crema amb flama roja formant òxid de calci i nitrur. Les superfícies recents són de color blanc platejat, però empal·lideixen ràpidament tornant-se lleugerament groguenques exposades a l'aire i en última instància grisa o blanques per la formació de l'hidròxid de calci al reaccionar amb la humitat ambiental. Reacciona violentament amb l'aigua per a formar l'hidròxid Ca(OH)₂ desprenent hidrogen.

## Isòtops
El calci té sis isòtops estables, dels quals el Ca-40 és el més abundant (97%). El Ca-40 i el Ar-40 són productes de la desintegració del K-40, però mentre que el segon s'ha usat per a la datació en geologia, la prevalença de l'isòtop Ca-40 en la naturalesa ha impedit fer el mateix amb el calci.
A diferència d'altres isòtops cosmogènics produïts en l'atmosfera terrestre, el Ca-41 es produeix per activació neutrónica del Ca-40, de manera que se sintetitza en les capes més superficials del sòl, en les que el bombardeig de neutrons és prou intens. A més d'això, el Ca-41 ha rebut l'atenció dels científics perquè es desintegra en K-41, un indicador crític de les anomalies del sistema solar.

## Aplicacions
El calci és un agent reductor en l'extracció d'altres metalls com l'urani, zirconi i tori, també és un desoxidant, desulfuritzador, o decarburitzador per a diversos aliatges ferroses i no ferroses, és un agent d'aliatge utilitzat en la producció d'alumini, beril·li, coure, plom i magnesi i té aplicacions en molts productes lactis o medicaments per al reforç dels ossos. La manca de calci en els ossos humans facilita l'aparició de malalties com el raquitisme, l'osteomalàcia o l'osteoporosi.
El òxid de calci (CaO) es produeix per descomposició tèrmica de la pedra calcària, roca rica en carbonat de calci, a alts forns, aplicant un procés de llit continu. L'òxid, anomenat calç viva, és àmpliament usat en la construcció. També s'utilitza en arcs de llum d'alta intensitat (llum de calç) a causa de les seves característiques espectrals poc usuals i com a agent deshidratant industrial. La indústria metal·lúrgica fa ampli ús de l'òxid durant la reducció d'aliatges ferrosos.
L'hidròxid de calci (Ca(OH)2), anomenat calç apagada, té moltes aplicacions on l'ió hidroxil és necessari. En el procés d'apagat de l'òxid de calci, el volum de calç apagada s'expandeix al doble que la quantitat de calç viva inicial, fet que fa que sigui útil per trencar roca o fusta.
En resum cal destacar les següents aplicacions:
- Agent reductor en l'extracció d'altres metalls com l'urani, zirconi i tori.
- Desoxidant, desulfuritzador, o descarburitzador per a diversos aliatges ferrosos i no ferrosos.
- Agent d'aliatge utilitzat en la producció d'alumini, beril·li, coure, plom i magnesi.

## Paper biològic
El calci actua com a mediador intracel·lular complint una funció de segon missatger. Per exemple, el catió Ca2+ intervé en la contracció dels músculs. També està implicat en la regulació d'alguns enzims cinases que realitzen funcions de fosforilació, per exemple la proteïna-cinasa C (PKC), i realitza unes funcions enzimàtiques semblants a les del magnesi en processos de transferència de fosfat (per exemple, l'enzim fosfolipasa A₂).
Algunes de les seves sals són prou insolubles, per exemple el sulfat (CaSO₄), carbonat (CaCO₃), oxalat, etc., i forma part de distints biominerals. Així, en el ser humà, està present en els ossos en forma d'hidroxiapatita càlcic, Ca10(OH)₂(PO₄)₆, en les dents com fluorohidroxiapatita càlcic (alguns OH- se substituïxen per F-), o com a carbonat de calci en l'orella interna. Altres biominerals es troben presents en exoesquelets, en petxines o en la closca d'ou de distints animals i en forma de distintes sals.
Una altra funció del calci està relacionada amb la coagulació de la sang, a través de la seva relació amb la proteïna protrombina. El principal magatzem de calci dins de les cèl·lules és el reticle endoplasmàtic. També està implicat en la regulació d'alguns enzims quinases que realitzen funcions de fosforilació, per exemple la proteïna quinasa C (PKC), i realitza unes funcions com a cofactor enzimàtic similars a les del magnesi en processos de transferència de fosfat (per exemple, l'enzim fosfolipasa A2). A més, diversos estudis apunten que el calci també podria ser un senyal d'apoptosi, a través de l'excessiva recaptació de l'ió a la mitocòndria i, per tant, donant lloc a una generació d'estrès oxidatiu.
És, per tant, un important component de la dieta. La quantitat diària recomanada per als adults oscil·la entre 800-1000 mg, quantitat que ha d'incrementar-se durant el creixement (9-18 anys) i l'embaràs i la lactància, i després de la menopausa, fins als 1200-1300 mg; els productes comercials especifiquen en el seu etiquetatge la quantitat de calci que proporcionen, expressada en tant per cent respecte a la c. d. r., perquè el consumidor sàpia si està ingerint la quantitat diària recomanada (en les situacions especials descrites hauria de consumir-se entorn d'un 130%). Productes rics en calci són la llet i els derivats lactis (el calci dels quals és fàcilment absorbit), els vegetals (fesols, espinacs), els peixos que es mengen amb espina (sardina, anxova), etc. i els aliments enriquits amb calci.
La competència que s'establix entre certs minerals pot inhibir l'absorció del calci; així, calci i magnesi competixen pels mateixos punts d'absorció, per la qual cosa aquelles persones que estiguen prenent suplements del segon hauran de tindre especial atenció amb l'aporte diari de calci.
El dèficit de calci és susceptible de provocar osteoporosi i hipocalcèmia, mentre que el seu excés provoca hipercalcèmia.

### Calci esquelètic
El calci esquelètic, és a dir, l'emmagatzemat als ossos, té un component relativament no intercanviable, que és estable, i un component ràpidament intercanviable, que participa en les activitats metabòliques. El component intercanviable es pot considerar una reserva que s'acumula quan la dieta proporciona una ingesta adequada de calci. S'emmagatzema principalment en els extrems dels ossos llargs i es mobilitza per satisfer l'augment de les necessitats de creixement, de l'embaràs i de la lactància. En absència de la reserva esmentada, el calci s'ha de sostreure de la mateixa reserva òssia; si la ingesta inadequada de calci es perllonga resulta en una estructura òssia deficient. El calci es presenta als ossos sota la forma de hidroxiapatita, una estructura cristal·lina que consisteix en fosfat de calci que s'organitza al voltant d'una matriu orgànica de proteïna col·lagenosa per proporcionar força i rigidesa. Molts altres ions com fluor, magnesi, zinc i sodi hi són també presents. Els ions minerals es difonen dins del líquid extracel·lular, banyant els cristalls i permetent el dipòsit de nous minerals. Els mateixos tipus de cristalls es presenten a l'esmalt i la dentina de les dents, allà hi ha poc intercanvi de minerals i el calci no està disponible amb facilitat per als períodes de deficiència.
En el procés de formació i remodelació òssia participen les cèl·lules osteclàstiques (cèl·lules de resorció òssia) i els osteoblasts (cèl·lules formadores), controlades al seu torn, per diverses hormones sistèmiques (parathormona i calcitonina), l'estat nutricional de vitamina D i factors reguladors de creixement. El calci també ajuda a enfortir els ossos amb micro-fractures.

### Calci sèric
Aquest calci consta de tres fraccions diferents: calci lliure o ionitzat, calci aniònic que s'uneix a fosfats i calci unit a proteïnes, principalment albúmina o globulina. El calci ionitzat és el que realitza la majoria de funcions metabòliques. La seva concentració està controlada principalment per la parathormona, la calcitonina i la vitamina D. El calci sèric es manté en nivells molt estrets de 8,8 a 10,8 mg/dL.

### Absorció i excreció
El calci s'absorbeix al llarg del tracte gastrointestinal, principalment al duodè. L'absorció ocorre per dos mètodes principals: un sistema de transport saturable, actiu, ocorre en duodè i dejuni proximal i controlat mitjançant l'acció de la vitamina D3 (vitamina D activa), que actua com una hormona i augmenta la captació de calci al raspall de les cèl·lules de la mucosa intestinal en estimular la producció d'una proteïna, la calbindina, que s'uneix al calci intracel·lularment que porta de l'extrem luminal al vas lateral el calci mantenint les concentracions internes baixes, augmenta també l'exposició de canals lluminars TRPV 5/6 (de calci) i vasolateralment contratransportadors actius secundaris de Na/Ca anomenats NCX, així com la bomba activa primària de calci PMCK 1b que bomba basalment, calci. Estudis indiquen que afavoreix el passatge paracel·lular de calci, demostrant-se que en presència de vitamina D s'absorbeix un 65 % més de calci (estudis realitzats en nombre igual de pacients medicats amb i sense vitamina D).
Un segon mecanisme de transport és passiu, no saturable i independent de la vitamina D, i ocorre al llarg de tot l'intestí. El calci només s'absorbeix si està en una forma hidrosoluble i no es precipita per cap altre component de la dieta com els oxalats.
Diversos factors influeixen de manera favorable en l'absorció de calci, entre ells: la vitamina D en la seva forma activa, pH àcid, la lactosa (sucre de la llet). N'hi ha d'altres que disminueixen l'absorció com la carència de vitamina D, l'àcid oxàlic (contingut a la llengua de bou, l'espinac, la bledera), l'àcid fític (compost que conté fòsfor i es troba a les closques dels grans de cereals), la fibra dietètica, medicaments, malabsorció de greixos i l'envelliment.
Normalment, la major part del calci que s'ingereix s'excreta a la femta i l'orina en quantitats iguals aproximadament. L'excreció urinària del calci varia mitjançant el cicle vital i amb la velocitat del creixement esquelètic. El calci fecal es correlaciona amb la ingesta.
La ingesta de cafeïna i teofil·lina també es relacionen amb l'excreció de calci, però sobretot s'excreta calci per un excessiu consum de proteïnes.
Les pèrdues cutànies ocorren en forma de suor i exfoliació de la pell. La pèrdua de calci a la suor és d'aproximadament 15 mg/dia. L'activitat física extenuant amb sudoració augmenta les pèrdues, fins i tot en les persones amb baixes ingestes.
La immobilitat del cos per repòs al llit per temps prolongat també augmenta les pèrdues de calci en resposta a la manca de tensió sobre els ossos.

### Deficiència de calci
Quan la deficiència és a llarg termini i des d'etapes primerenques de la vida, pot causar entre altres conseqüències:
- Deformitats òssies: entre elles l'osteomalàcia, raquitisme i osteoporosi. L'osteoporosi és un trastorn metabòlic en què la massa òssia es redueix amb canvis en la composició corporal, conduint a un risc incrementat per a fractures amb la més mínima tensió. Els factors de risc són diversos incloent deficient captació de calci, o poca ingesta de calci durant els períodes màxims de creixement, poca activitat física, alt consum de cafè, begudes gasoses tipus cola i cigarrets entre d'altres. L'osteomalàcia sol relacionar-se amb una deficiència de vitamina D i un desequilibri coincident en la captació de calci i fòsfor. Es caracteritza per una incapacitat per mineralitzar la matriu òssia. Això resulta en una reducció del contingut mineral de l'os. La deficiència de calci també pot conduir al raquitisme, una malaltia relacionada amb la malformació dels ossos en nens, a causa d'una mineralització deficient de la matriu orgànica. Els ossos raquítics no poden sostenir el pes i tensió ordinària, que resulten en un aspecte de cames arquejades, genolls confluents, tòrax en quilla i protuberància frontal del crani.
- Tetània: nivells molt baixos de calci a la sang augmenten la irritabilitat de les fibres i els centres nerviosos, la qual cosa resulta en espasmes musculars coneguts com rampes, una condició anomenada tetània.
- Altres malalties: hipertensió arterial, hipercolesterolèmia, càncer de còlon i recte.

### Toxicitat
Una ingesta elevada de calci i la presència d'un elevat nivell de vitamina D, pot constituir una font potencial d'hipercalcèmia, és possible que això afavoreixi a la calcificació excessiva en ossos i teixits tous. També aquestes ingestes elevades interfereixen amb l'absorció de ferro, el mateix per al zinc.

### Requisits dietètics humans recomanats
| Grup d'edat             | Quantitat de calci recomanada   |
| ----------------------- | ------------------------------- |
| Lactants-6 mesos        | 400 mg                          |
| 6-12 mesos              | 600 mg                          |
| 1-10 anys               | 800-1.200 mg                    |
| 11-18 anys              | 1.200-1.500 mg                  |
| 25-30 anys              | 1.000 mg (dones) 800 mg (homes) |
| Dones postmenopàusiques | 1.000-1.500 mg                  |